# ميليسا لي
ميليسا لي (بالإنجليزية: Melissa Lee)‏ هي صحفية أمريكية، ولدت في 4 نوفمبر 1974 في نك الكبرى ‏ في الولايات المتحدة.